# Марк Діндал
Марк Л. Діндал (англ. Mark L. Dindal; нар. 1960) — американський кінорежисер, аніматор спецефектів, сценарист, дизайнер персонажів, художник розкадровки та актор дубляжу для мультфільмів. Працював у багатьох проектах Діснея як аніматор спецефектів, а також керував спецефектами для кількох фільмів, таких як Русалонька (1989) та Рятувальники. Операція Австралія (1990).

## Ранні роки
Діндал народився в Коламбусі, штат Огайо, у 1960 році.
Підростаючи, Діндал перебував під впливом фільмів Діснея та суботніх мультфільмів Warner Bros. Одним з його ранніх захоплень був «Меч у камені» Діснея. Також допомогло те, що його батько займався мистецтвов як хобі, а тому навчив Діндала малювати.
У підлітковому віці Діндал відвідував середню школу Джеймсвілля-ДеВітта, де відвідував більшість мистецьких занять, які школа могла запропонувати, разом із створенням коміксів та короткометражних фільмів. Діндал навчився анімації в CalArts та почав працювати в Діснеї в 1980 році.
Його ранні роботи включали «Лис і мисливський пес» (1981), «Різдвяна колядка Міккі» (1983), «Чорний казан» (1985), «Великий мишачий детектив» (1986) і «Олівер і Компанія» (1988).